# Polydesmus astenestatus
Polydesmus astenestatus är en mångfotingart som beskrevs av Pocock 1894. Polydesmus astenestatus ingår i släktet Polydesmus och familjen plattdubbelfotingar. Inga underarter finns listade i Catalogue of Life.